# Cornelius Vervoort
Cornelius “Nelis” Vervoort (Hulshout, 6 januari 1860 – Wiekevorst, 23 april 1941), was burgemeester van Wiekevorst tussen 1914 en 1921. Hij was lid van de Katholieke Partij. 
Cornelius Vervoort was naast (oorlogs)burgemeester ook landbouwer. Hij was woonachtig aan de boerderij gelegen te Wimpel 29, Wiekevorst. 